# Харсієс I
Харсієс I (д/н — 860 до н. е.) — давньоєгипетський політичний діяч, верховний жрець Амона та цар Фів у 874—860 роках до н. е.

## Життєпис
Походив із Двадцять другої династії. Син Шешонка, верховного жерця Амона у Фівах. Онук фараона Осоркона I. Про дату народження немає відомостей. Близько 874 року до н. е. стає верховним жерцем Амона у Фівах після смерті свого стрия Смендеса III. Утім, щодо здобуття посади верховного жерця Амона серед дослідників існують розбіжності. Низка вчених вважає, що Харсієс, спираючись на підтримку частини фіванської знаті, зумів повалити Смендеса III й стати царем Фів та ймовірно Верхнього Єгипту.
Харсіеса I напевне було проголошено царем Фів до 4-го року правління Осоркона II (близько 868 року до н. е.), після чого той царював в цьому регіоні протягом всього першого десятиліття панування цього фараона, заручившись підтримкою впливових фіванських родин, які мріяли позбавитися від впливу лівійців з Таніса. Як свідчать написи з «Текстів ніломер» в Карнаці, контроль Осоркона II над цим великим містом відновився лише на 12-й рік свого правління, що може означати тільки те, що до цього часу Харсіес вже помер (близько 860 року до н. е.).
Незважаючи на проголошення себе царем, Харсіес мав трохи реальної влади, можливо, через постійно прогресуючу хворобу. Його череп містить отвір, мабуть, зроблений під час хірургічної процедури, після якої він, здається, залишився живий, як свідчать загоєні рубці на рані. Владу успадкував його син ..ду/аут.. (ім'я не дешифровано).
Згідно з інформацією, опублікованої в 1994 році єгиптологом Айданом Додсоном, Харсіеса I було поховано в гробниці, розташованої в теменосі Медінет-Абу, в гранітному саркофазі (експ. JE 60137), спочатку зробленому для Хенутміри — сестри Рамсеса II.